# Дангарембга, Цици
Цици Дангарембга (англ. Tsitsi Dangarembga, 4 февраля 1959, Мутоко, Восточный Машоналенд, тогда Родезия, в настоящее время Зимбабве) — писательница и кинорежиссёр Зимбабве.

## Биография
В два года вместе с родителями переехала в Великобританию, где и выросла, почти забыв родной язык шона. Там же начала учиться, но в 1965 продолжила учёбу в миссионерской школе в Мутаре. Затем, снова в Великобритании, с 1977 училась на врача в Кембридже, но после завоевания независимости Зимбабве в 1980 опять вернулась на родину. Изучала психологию в университете Зимбабве, работала в маркетинговой фирме. Начала писать пьесы.
В 1985 опубликовала первый рассказ, в 1987 — пьесу. Её дебютный роман Nervous Conditions (с англ. — «Беспокойные обстоятельства»), выпущенный в 1988 году, был хорошо принят публикой и критикой. Дангарембга поступила в Немецкую академию кино в Берлине, затем основала в Хараре продюсерскую компанию, выступила продюсером нескольких документальных фильмов и в 1996 показала самостоятельную игровую ленту, став первой женщиной в Зимбабве, снявшей художественный фильм.
Закончила постдипломное обучение в университете Гумбольдта в Берлине. Работает над докторской диссертацией о восприятии африканского кино.

## Признание
В 1989 году, через год после выхода Nervous Conditions, Дангарембга получила за неё Книжную премию Содружества в африканской секции.
В 2018 году книга Nervous Conditions попала на 66-е место в списке «ста историй, которые повлияли на мир», составленном писателями мира, опрошенными BBC в рамках проекта BBC Culture.
В 2020 году книга This Mournable Body попала в шорт-лист Букеровской премии.
В октябре 2021 года Дангарембга получила Премию мира немецких книготорговцев с вознаграждением в размере 25 000 евро на Франкфуртской книжной ярмарке. Она стала первой чернокожей женщиной, получившей эту награду.

## Работы